# Giovanni Battista Feroggio
Giovanni Battista Feroggio (Camburzano, 5 aprile 1723 – Torino, 19 marzo 1795) è stato un architetto italiano.

## Vita e opere

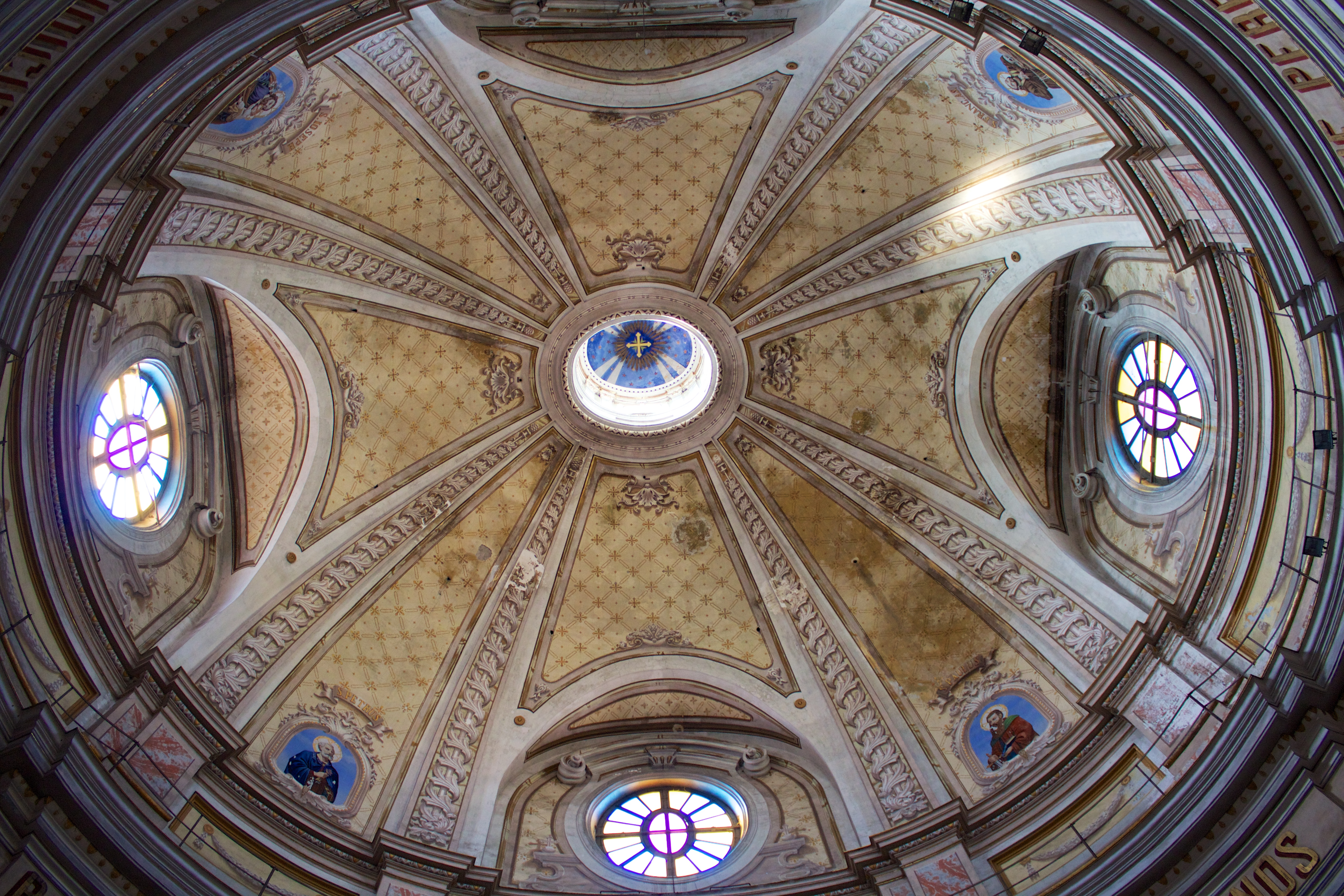
La cupola a sezione ellittica della chiesa di Santa Caterina ad Asti

Figlio di Pietro Agostino e di Vittoria Lampo e fratello minore di Benedetto Feroggio, seguì le orme del fratello entrando nell'Azienda delle fortificazioni e fabbriche a Torino. Divenne misuratore nel 1752 e architetto nel 1755 quando passò gli esami di approvazione presso la facoltà di scienze matematiche fisiche e naturali della Regia Università di Torino presentando un progetto di "Fabbrica civile".
Più che alla progettazione architettonica si dedicò ad attività di consolidamento e ampliamento di costruzioni esistenti. Trasse ispirazione dalle strutture dell'architetto e ingegnere piemontese Bernardo Antonio Vittone che aveva saputo fondere nel barocco piemontese gli stili di Guarino Guarini con quello di Filippo Juvarra.
Iniziò a collaborare col fratello dedicandosi a problemi di tipo idraulico e stradale ed ad interventi su edifici pubblici in particolare nell'area di Carignano ma anche a Torino e provincia, dell'epoca rimangono delle planimetrie, relazioni e diversi preventivi di spesa per opere varie tra cui la costruzione di una volta in laterizio sui locali del palazzo comunale.
Quando nel 1763 mancò improvvisamente il fratello, a parte gestire le commesse lasciate in sospeso Giovanni Battista si assunse anche la responsabilità economica e legale della famiglia del fratello composta dalla cognata e quattro figlie. Il Feroggio e sua moglie Anna Maria Manera avevano sette figli, quattro maschi e tre femmine. Uno solo dei figli, Francesco Benedetto, seguì le orme paterne e divenne architetto civile e idraulico. Subentrò al fratello anche nel ruolo di architetto dell'ordine mauriziano, carica che mantenne fino al 1793.
Tra i cantieri che ereditò dal fratello vi furono quello della nuova ala della Manifattura tabacchi a Torino e del nuovo complesso della Regia Fabbrica dei Vetri e Cristalli a Chiusa di Pesio, un insieme di edifici che comprendeva aree industriali e amministrative.
Nel 1762 la Confraternita dello Spirito Santo chiese al Feroggio una perizia sullo stato di conservazione della Chiesa dello Spirito Santo a Torino. La perizia evidenziò che alcuni cedimenti strutturali avrebbero potuto provocare un collasso dell'edificio, gli venne quindi affidato il progetto di risanamento che fu talmente esteso da equivalere in pratica ad una ricostruzione, venne infatti mantenuto solo l'impianto originario delle fondazioni. Fra le altre opere, collocò nella navata quattordici colonne corinzie in bardiglio di Valdieri; quattro di dette colonne furono donate da Carlo Emanuele III. Negli interni della chiesa barocca si insinuano alcune soluzioni del neoclassicismo, e nella distribuzione interna della luce traspare un'influenza juvarriana.
Contemporaneo al cantiere della chiesa del Santo Spirito a Torino è quello della chiesa di Santa Caterina ad Asti, la chiesa preesistente era stata demolita nel 1732, erano stati proposti diversi progetti ma l'incarico finale venne dato al Feroggio che realizzò ad Asti quello che probabilmente è il suo progetto più interessante. La pianta ellittica con cappelle radiali richiama eredità rinascimentali, notevole la cupola a sezione ellittica e nonostante una ridondante decorazione interna si percepisce una distribuzione degli spazi molto equilibrata. Subito dopo la chiesa di Asti si dedicò all'ospedale di Aosta, una trasformazione di un palazzo residenziale in ospedale con 15 posti letto.
Nel 1786 un incendio distrusse il teatro dei principi di Carignano, Feroggio viene incaricato della ricostruzione che avvenne nel rispetto della struttura preesistente progettata da Benedetto Alfieri e collaudata dal fratello, Benedetto Feroggio. Alcune migliorie e innovazioni furono opera del figlio Francesco Benedetto. Contemporanea è la progettazione e realizzazione, su commissione dell'Ordine mauriziano, del nuovo ospedale di Acqui Terme. Non furono invece mai realizzate le scuderie del principe di Carignano che Feroggio progettò nello stesso periodo. Gli venne assegnata anche la direzione lavori del Palazzo del Senato Sabaudo.
I lavori della torre campanaria di Poirino progettata nel 1776 si conclusero nel 1779. Nello stesso periodo progettò diverse trasformazioni e ampliamenti di dimore private a Torino compresa quella in cui risiedeva nell'antica isola di San Pietro. Feroggio fu coinvolto nel programma di ristrutturazione delle carceri avviato dallo stato sabaudo, dal 1769 al 1794 fu incaricato di occuparsi di questa tipologia, tra gli istituti di pena di cui si occupò vi furono quello di Oneglia, Alba, Asti, Biella, Saluzzo, Carouge, Aqui, Tortona, Vigevano e altri. La planimetria che preferì fu quella a due ali collegate ad angolo retto che racchiudono un cortile recintato.
Negli ultimi lavori fu affiancato dal figlio Francesco Benedetto. Dal 1793, a causa del peggioramento delle sue condizioni di salute, lasciò al figlio tutte le commesse e gli incarichi professionali. Morì a Torino il 19 marzo del 1795.